# Ха-махане ха-демократи
Ха-махане ха-демократи (ивр. המחנה הדמוקרטי‎ Демократический лагерь, Демократический союз; полное название: «ха-Махане ха-Демократи бе-Анхагат Горовиц, Шафир ве-Барак» — «Демократический лагерь во главе с Горовицем, Шафир и Бараком»; буквенные обозначения — «מרצ») — левый политический альянс в Израиле между Мерец, Демократической партией Израиля, Став Шафир из Аводы и Ха-Тнуа ха-йерука, созданный для участия в парламентских выборах в Израиле, прошедших 17 сентября 2019 года.
Соглашение между партиями обязывает стороны не вступать в правительственную коалицию во главе с Биньямином Нетаньяху. Стороны также обязуются защищать демократический характер государства, уделяя особое внимание Верховному суду, отменить закон о национальном государстве и содействовать миру и политическому урегулированию с палестинскими арабами.

## Состав
| название | название                       | идеология                                    | лидер         | Текущие депутаты |
| -------- | ------------------------------ | -------------------------------------------- | ------------- | ---------------- |
|          | Мерец                          | Социал-демократия, демократический социализм | Ницан Горовиц | 3 из 120         |
|          | Ха-Тнуа ха-йерука              | Зелёная политика                             | Став Шафир    | 1 из 120         |
|          | Демократическая партия Израиля | Социальный либерализм                        | Эхуд Барак    | 1 из 120         |

## Список кандидатов на сентябрьские выборы 2019 года
Список кандидатов от Демократического союза на сентябрь 2019 года упорядочен в следующим образом:
1. Ницан Горовиц (Мерец)
2. Став Шафир (Авода)
3. Яир Голан (Демократический Израиль)
4. Тамар Зандберг (Мерец)
5. Илан Гилон (Мерец)
6. Исауи Фаридж (Мерец)
7. Ифат Биттон (Демократический Израиль)[8]
8. Яэль Коэн Паран (Зеленое движение)[9]
9. Ноа Ротман (Демократический Израиль)[8]
10. Эхуд Барак (Демократический Израиль)[8]
11. Гилад Карив (Зеленое движение)[9]
12. Мосси Раз (Мерец)[8]
13. Михаль Розин (Мерец)[8]

## Программа
- Государство Израиль: Государство Израиль является демократическим государством, государством еврейского народа и всех его граждан.
- Режим Государства Израиль:
  - Права человека и гражданина;
  - Отмена «Закона о национальности» и закрепление правового статус Декларации независимости Израиля в Основном законе
  - Борьба с расизмом
  - Статус арабского языка
- Безопасность и мир
  - Высшая политическая цель Государства Израиль — мирное сосуществование и сотрудничество со всеми соседями, и прекращение контроля над палестинцами
  - возобновление мирных переговоров
  - два государства для двух народов
- Власть
  - Укрепление парламентской власти
  - Конституция
  - Правительство и Кнессет: против политизации профессионального штата работников в министерствах; Отмена «закона о договоренностях»

- Открытость и общественный контроль.
  - Конфиденциальность и личная неприкосновенность
  - Экологические стимулы и «зеленое» налогообложение
  - здравоохранение

- Религия и государство
  - «свобода религии и свобода от религии»
  - введение гражданского брака и развода
  - Светское захоронение
  - Борьба с притеснением женщин

- Израильское общество
  - Бюджетное финансирование системы образования
  - Значительное повышение заработной платы учителей
  - Доступность высшего образования
  - Гендерное равенство
  - Статус пожилых людей
  - Кибуцы и сельское хозяйство
- Транспорт
  - Вложение больших средств в общественный транспорт, стимуляция отказа от использования частных автомашин.
- Окружающая среда, права животных
- Культура и спорт[10]

## Результаты выборов
| выборы        | лидер         | Голосов | %   | Позиция | места | +/- | результат |
| ------------- | ------------- | ------- | --- | ------- | ----- | --- | --------- |
| Сентябрь 2019 | Ницан Горовиц | TBD     | TBD | TBD     |       | TBD | TBD       |